# جئو مترو
جئو مترو (انگلیسی: Geo Metro) یک خودرو است که از سال ۱۹۸۹ تا ۲۰۰۱ به عنوان تلاش مشترک شرکت‌های جنرال موتورز و سوزوکی تولید می‌شد.
این خودرو در بیش از ۱۳ سال، سه نسل و چهار نوع بدنه اعم از کوپه سه در، سدان جهار در، استیشن واگن پنج در و دو در کانورتیبل تولید می‌شد. در نهایت مجموعه جنرال موتورز آنرا با وسیله نقلیه‌ای به نام دوو کالوس جایگزین کرد.

## نگارخانه

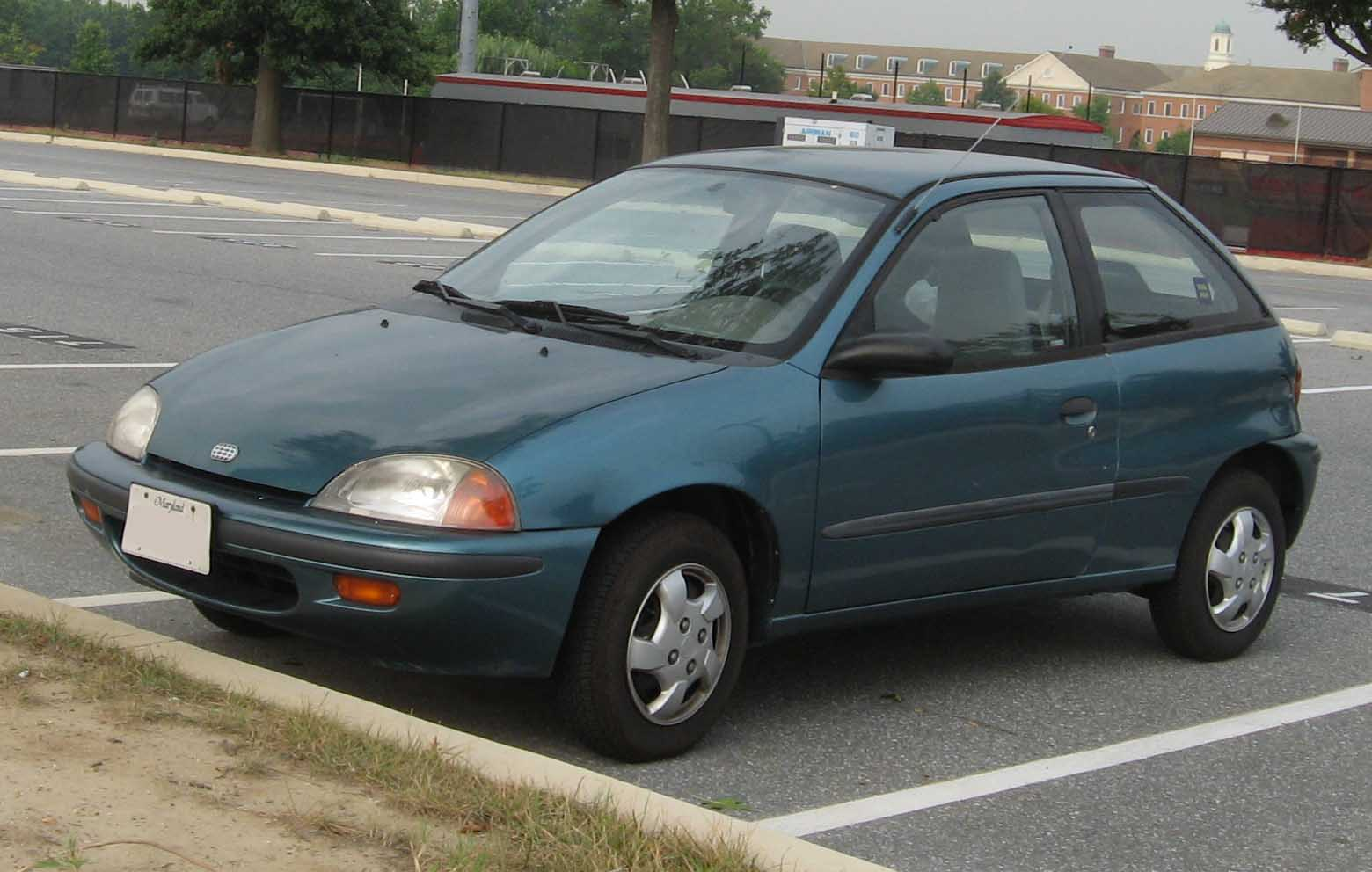
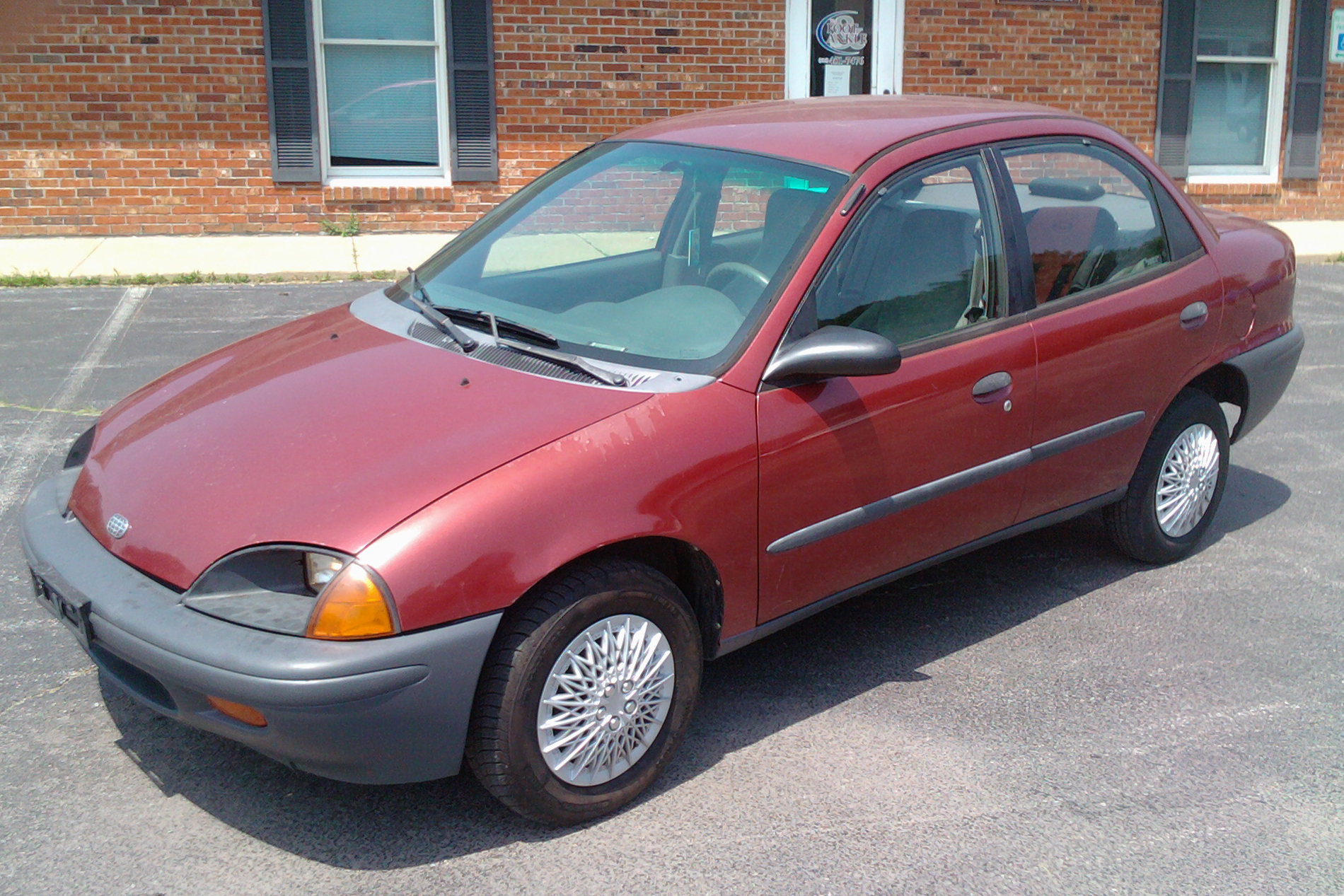
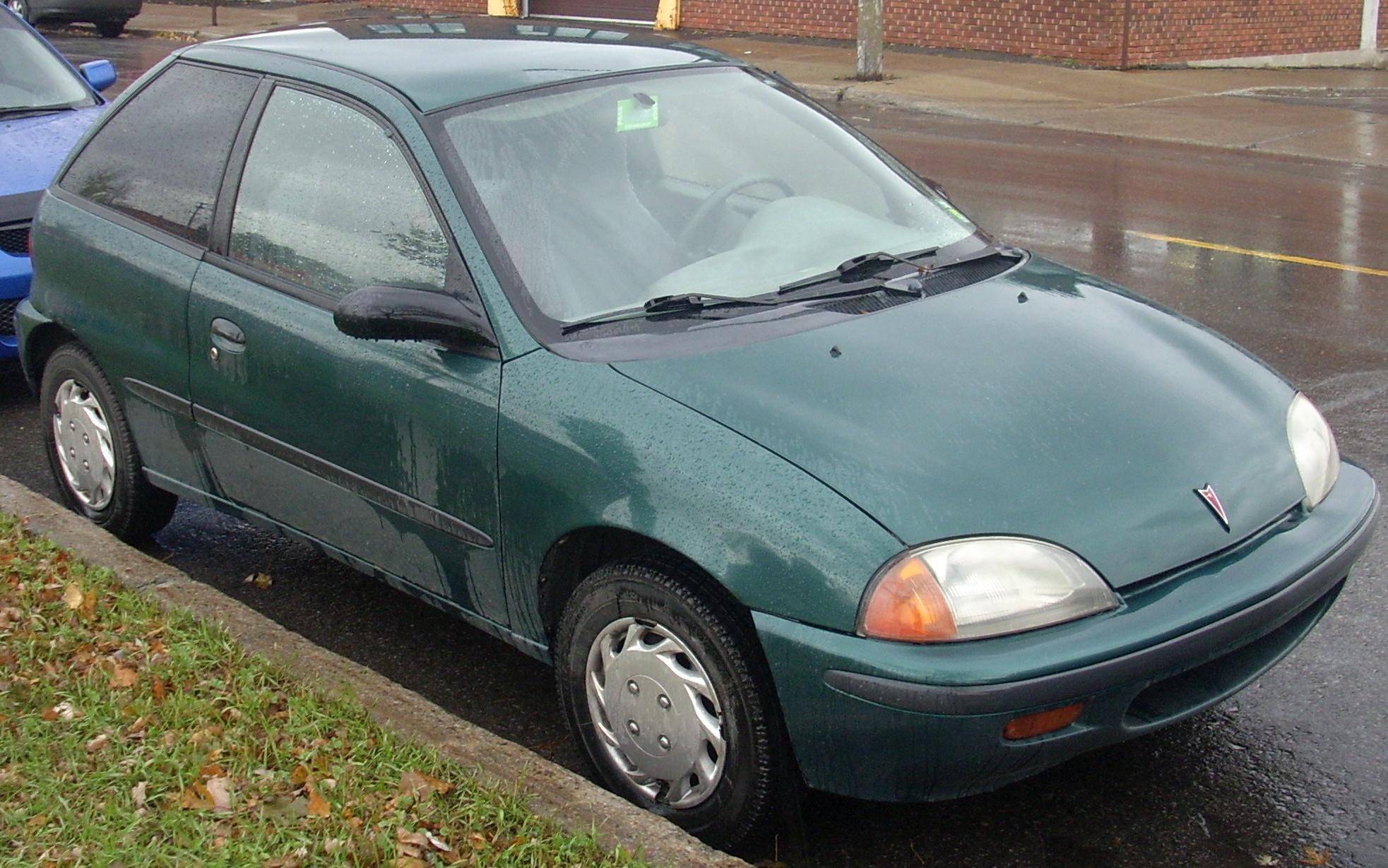
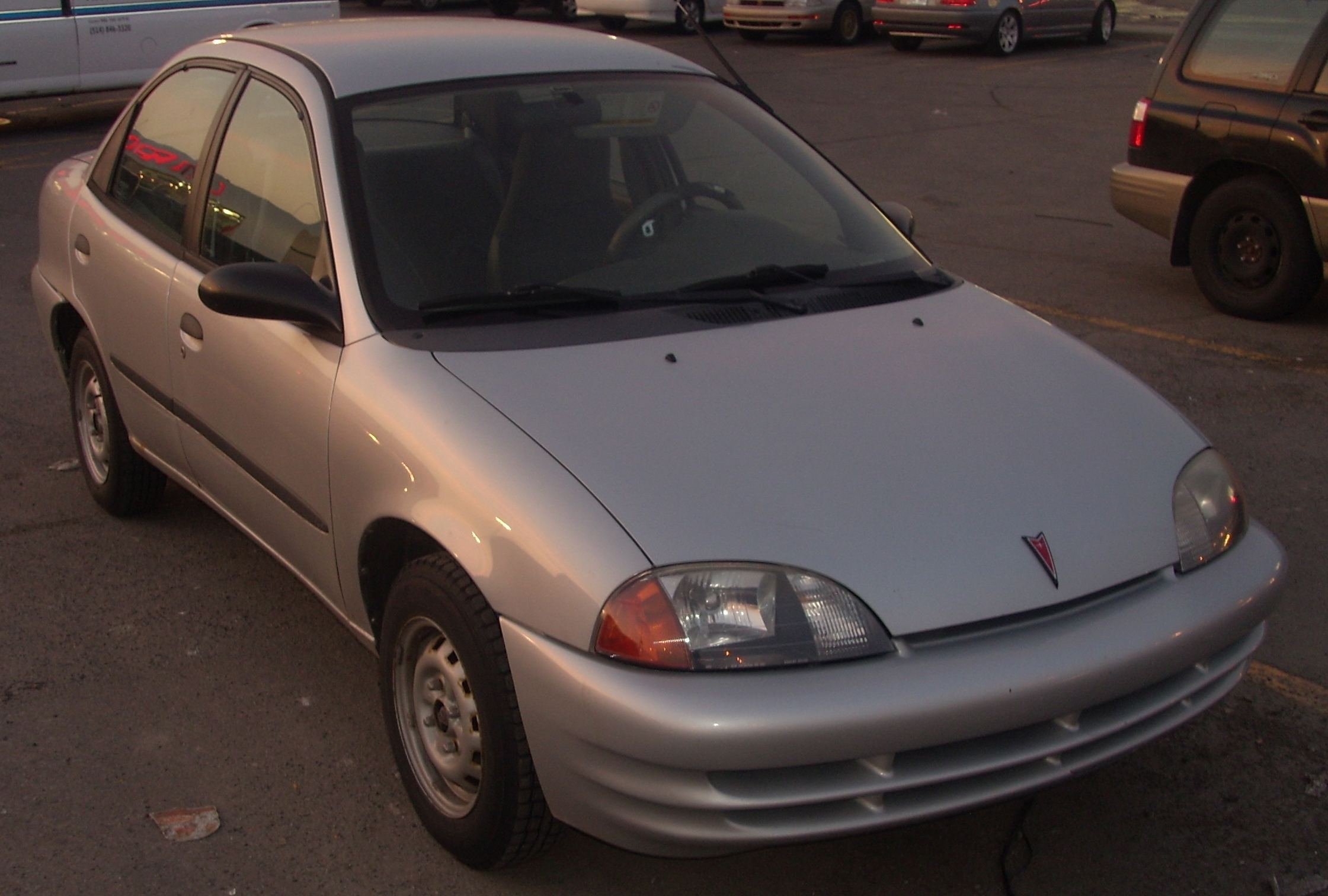